# GO AHEAD!!
『GO AHEAD!!』（ゴーアヘッド）は、2001年11月14日に発売された日本の歌手グループ、Folder5の6枚目のシングル。

## 解説
表題曲の「GO AHEAD!!」は、ファミリーマートのCMソングとして使用されており、また作曲と編曲を当時moveのt-kimuraが担当している。他の楽曲と比べて、5人のソロパートが多いのが特徴。
初回限定盤のみトレーディングカード封入。

## 収録曲
1. GO AHEAD!!
作詞：谷穂チロル、作曲・編曲：t-kimura
2. Chance & Lucky
作詞・作曲・編曲：T2ya
3. GO AHEAD!! (ORIGINAL MIX)
4. GO AHEAD!! (instrumental)
5. Chance & Lucky (instrumental)